# Косовац, Драгутин
Драгутин Косовац-Брацо (сербохорв. Dragutin Braco Kosovac, 10 января 1924, Сараево — 22 января 2012, Сараево) — югославский боснийский государственный деятель, председатель Исполнительного веча Боснии и Герцеговины (1969—1974).

## Биография
Получил юридическое образование. Член КПЮ с 1941 г., участник национально-освободительного движения.
В послевоенное время избирался секретарем горкома КПЮ в Сараево, председателем народного комитета Сараево, министром торговли Боснии и Герцеговины.
- 1963—1965 гг. — министр торговли,
- 1965—1967 гг. — министр здравоохранения Югославии,
- 1967—1969 гг. — председатель республиканского Вече Скупщины Социалистической Республики Босния и Герцеговина, председатель горкома СКЮ г. Сараево,
- 1969—1974 гг. — председатель Исполнительного веча Социалистической Республики Босния и Герцеговина,
- в 1980-х гг. — директор компании «Энергоинвест».

На 11-м съезде СКЮ избирался членом ЦК СКЮ.
Являлся одним из организаторов зимних Олимпийских игр в Сараево (1984). Избирался председателем Ассоциации ветеранов национально-освободительной войны Боснии и Герцеговины.